# Pere Ysern
Pere Ysern Alié (Barcelona 1875-1946) fue un pintor español.

## Biografía
Se formó en la Academia Borrell. Amplió sus estudios en Roma, y durante esta estancia sus compañeros le enviaron la insólita revista manuscrita Il Tiberio (1896-98), hoy conservada en la Biblioteca de Cataluña. Fue a París entre 1899 y 1901, con sus amigos el pintor Mariano Pidelaserra y el escultor Emili Fontbona, que habían formado parte, como él, del grupo de El Rovell de l'Ou. Allí descubrió el Impresionismo. De aquella época quedan extraordinarios paisajes urbanos de París, algunos de los cuales pueden contemplarse en el Museo Nacional de Arte de Cataluña. A su regreso, expuso individualmente en la Sala Parés de Barcelona. Pronto volvió a París, donde residió la mayor parte de su vida, aparte de periódicas estancias estivales en Pollensa, donde también pintó los paisajes mallorquines y se encontraba con su amigo Hermen Anglada Camarasa. En Francia se gozaron de gran popularidad sus temas de baile, clásico y también gitano.

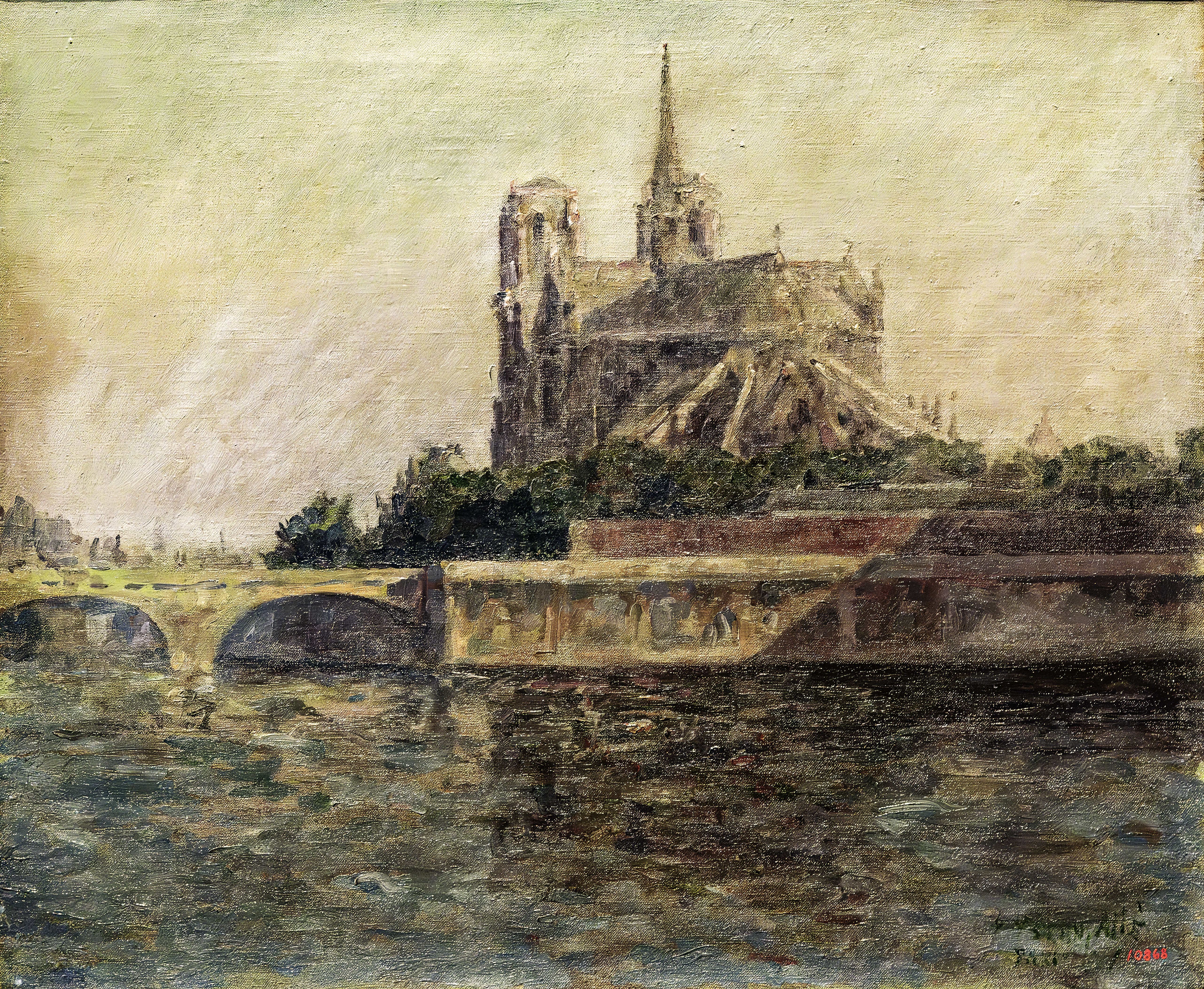
Orillas del Sena en Île-de-France Museo Nacional de Arte de Cataluña
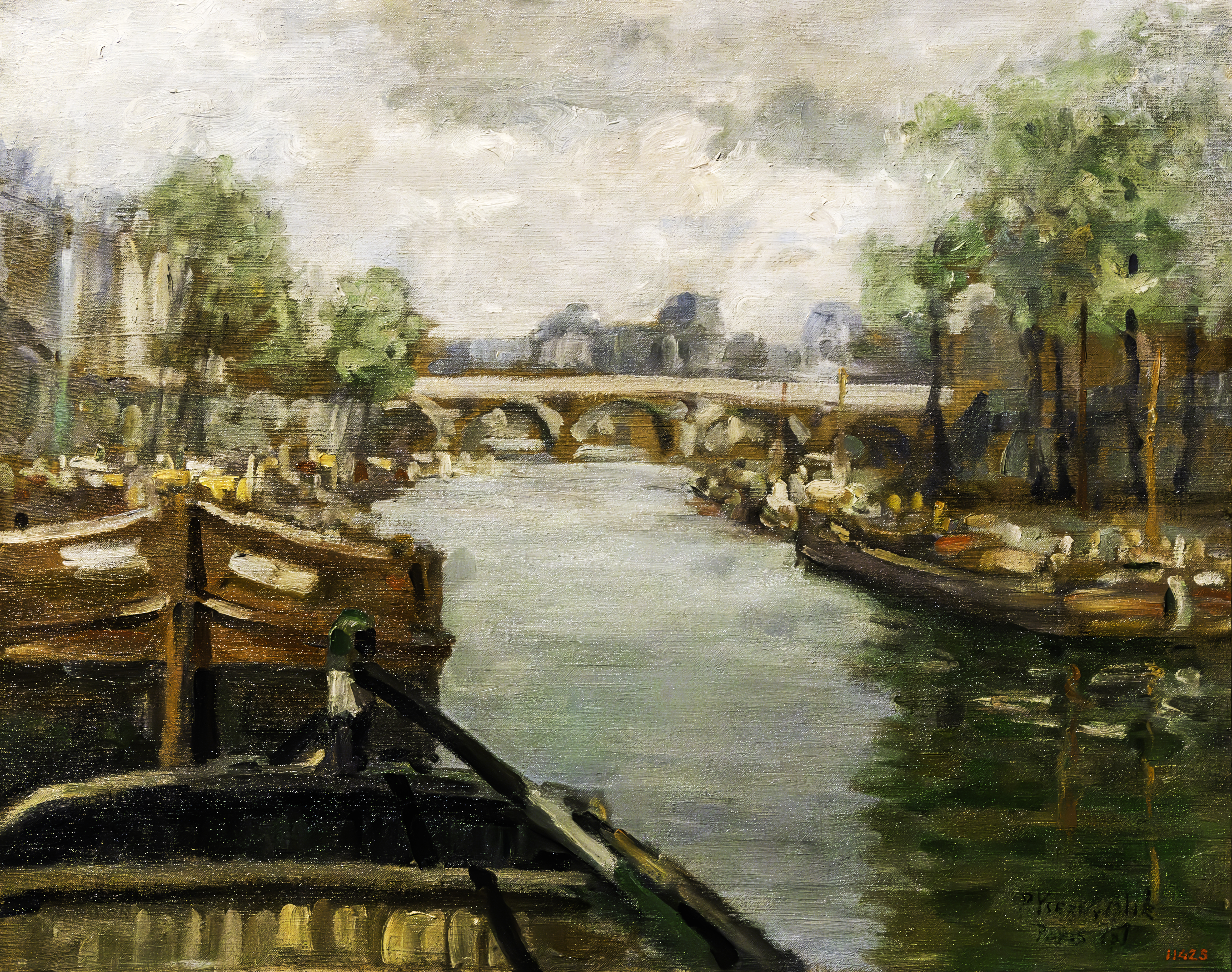
El Sena - Museu Nacional d'Art de Catalunya